# The Plagues of Breslau
The Plagues of Breslau (Pools: Plagi Breslau) is een Poolse misdaad-thriller uit 2018, geregisseerd door Patryk Vega.

## Verhaal
In de stad Wroclaw vindt rechercheur Helena Rus tijdens haar werk een lijk dat in een koeienhuid is genaaid. Gedurende de daaropvolgende vijf dagen wordt er elke dag om 18:00 uur precies een nieuw slachtoffer vermoord. De Poolse politie probeert samen met Rus de seriemoordenaar te vinden en te vangen voordat hij weer toeslaat.

## Rolverdeling
| Acteur                 | Personage                        |
| ---------------------- | -------------------------------- |
| Malgorzata Kozuchowska | Helena Rus                       |
| Daria Widawska         | Magda Drewniak aka Iwona Bogacka |
| Katarzyna Bujakiewicz  | Nastka                           |
| Andrzej Grabowski      | Openbaar aanklager               |
| Maria Dejmek           | Agnieszka Lenarcik               |
| Ewa Kasprzyk           | Alicja Drewniak                  |
| Jacek Beler            | Felo                             |
| Wojciech Kalinowski    | Commandant Lewandowski           |
| Iwona Bielska          | Pathomorfoloog                   |
| Igor Kujawski          | Michalik                         |
| Sebastian Stankiewicz  | Telefoniste                      |
| Tomasz Oswiecinski     | Jacek 'Bronson'                  |

## Productie
De titel komt overeen met de vroegere naam Wroclaw, die van 1741 tot 1945 Breslau was en vaak wordt geassocieerd met het duistere verleden van de stad. De film en het plot zijn losjes gebaseerd op een reeks misdaadromans van Marek Krajewski, die Breslau's vooroorlogse plaats delict vaak in zijn werken verwerkte. De opnames vonden plaats in Wroclaw. De film werd uitgebracht op 29 november 2018.